# Alex Cerveny
Alexandro Júlio de Oliveira Cerveny (São Paulo, 1963) é um artista visual, desenhista, gravador, escultor, ilustrador e pintor brasileiro. Suas obras evocam um universo fantástico e exploram uma iconografia que articula referências históricas, cultura cotidiana e memórias pessoais.
Cerveny participou da 21ª Bienal de São Paulo em 1991 e expôs em mostras na Fondation Cartier pour l'art contemporain, Triennale Milano, La Galleria Nazionale di Roma, Biennale of Sydney e Power Station of Art Shangai. Em 2023, realizou a exposição individual Mirabilia na Pinacoteca de São Paulo, que reuniu mais de 100 obras criadas durante seus 40 anos de carreira. Sua obra pertence às coleções da Fondation Cartier pour l'art contemporain, Pinacoteca de São Paulo, Museu de Arte Moderna de São Paulo, Museu de Arte Moderna do Rio de Janeiro, Museu de Arte do Rio, Coleção de Arte da Cidade de São Paulo, Fundação Iberê Camargo e Tamarind Institute.

## Carreira

### Artes visuais
De formação independente, Cerveny estudou desenho e pintura com Valdir Sarubbi de 1978 a 1982, gravura em metal e técnicas de impressão com Selma D’Affre de 1982 a 1986, e frequentou o curso livre de litografia com Odair Magalhães na FAAP em 1982. No início da década de 1980, integrou como contorcionista a Academia Piolin de Artes Circenses e o Circo Escola Picadeiro, experiência que influenciou fortemente seu universo visual.
Em 1987 e 1990, participou do Panorama da Arte Atual Brasileira no Museu de Arte Moderna de São Paulo e, em 1991, da 21ª Bienal Internacional de São Paulo, mesmo ano em que ganhou o Prêmio da Secretaria de Cultura pela série Astronomia Babilônica. Nos anos 2000, ofereceu diversas oficinas de arte e participou de projetos educativos em colaboração com instituições como a Comunidade Educativa CEDAC, Instituto Tomie Ohtake, SESC e Festa Literária Internacional de Paraty. Em 2019, lançou o livro Todos os Lugares em ocasião da exposição individual homônima, descrito pelo artista como um "glossário ilustrado de lugares, enriquecido de histórias avulsas e quase sempre verdadeiras." 
Cerveny participou de exposições coletivas como Siamo Foresta, na Triennale Milano (2023), 23rd Biennale of Sydney: rīvus (2022), Planet B: Climate Change & the New Sublime, no Palazzo Bollani (2022), e Nous les Arbres, na Fondation Cartier pour l'art contemporain (2019). Em 2023, realizou a exposição individual Mirabilia na Pinacoteca de São Paulo, que reuniu mais de 100 obras criadas durante seus 40 anos de carreira, entre pinturas, gravuras, azulejos e esculturas de bronze.
Cerveny é representado pela Millan, em São Paulo.

### Ilustração
Além de sua carreira nas artes visuais, Cerveny também atua como ilustrador, tendo colaborado durante anos com o jornal Folha de S.Paulo e ilustrado livros como 50 poemas macabros, de Vinicius de Moraes (Companhia das Letras, 2023), A origem das espécies, de Charles Darwin (Ubu Editora, 2018), Decameron, de Giovanni Boccaccio (Cosac Naify, 2013), pelo qual recebeu o Prêmio Jabuti de Ilustração em 2014, e As aventuras de Pinóquio, de Carlo Collodi (Cosac Naify, 2012).
Em 2005, sua produção como ilustrador foi apresentada na mostra Desenhos de Ilustração, na Estação Pinacoteca.

## Coleções
- Fondation Cartier pour l'art contemporain, Paris, França
- Pinacoteca de São Paulo, São Paulo, Brasil
- Museu de Arte Moderna de São Paulo, São Paulo, Brasil
- Museu de Arte Moderna do Rio de Janeiro, Rio de Janeiro, Brasil
- Museu de Arte do Rio, Rio de Janeiro, Brasil
- Coleção de Arte da Cidade, São Paulo, Brasil
- Fundação Iberê Camargo, Porto Alegre, Brasil
- Tamarind Institute, Albuquerque, Novo México, EUA
- Museu de Arte Contemporânea do Paraná, Curitiba, Brasil